# 5 000 meter för herrar i friidrott vid olympiska sommarspelen 2024

Officiell video på finalen.

Herrarnas 5 000 meter vid olympiska sommarspelen 2024 avgjordes den 7 och 10 augusti 2024 på Stade de France i Paris, Frankrike. 41 idrottare från 22 nationer deltog i tävlingen. Det var 26:e gången grenen fanns med i ett OS och den har funnits med i varje OS sedan 1912.
| Spel                  | Guld                     | Silver              | Brons            |
| Herrarnas 5 000 meter | Jakob Ingebrigtsen Norge | Ronald Kwemoi Kenya | Grant Fisher USA |

## Sammanfattning

### Tävlande
Den regerande OS-mästaren och världsrekordhållaren Joshua Cheptegei valde att satsa på 10 000 meter (där han vann guld) och deltog inte i tävlingen. Jakob Ingebrigtsen, den regerande världsmästaren, som med liten marginal hade missat en medalj på 1 500 meter, hade siktet inställd på revansch. Ingebrigtsen, som är känd för att försöka sig på dubbel i stora mästerskap, prioriterade 1 500 meter men var fortfarande en stark utmanare på 5 000 meter.
Bland viktiga utmanare fanns även Mohammed Ahmed, silvermedaljör i Tokyo OS 2021, Jacob Krop, VM-medaljör 2022 och 2023, och världsledaren Hagos Gebrhiwet som gick in i evenemanget i stark form.

### Kvalheat
Kvalheatens syfte var att minska fältet till 16 finalister, genom att de åtta bästa löparna från var och en av de två kvalheaten gick vidare. Båda heaten med tätt packade klångor kantades av incidenter med flera löpare inblandade.
I det första heatet föll Ahmed efter kontakt med en annan idrottare och misslyckades med att kvalificiera sig vidare från heatet. Sen ledde en kaotisk spurtavslutning på loppet till flera fall, bland annat Dominic Lobalu, George Mills, Thierry Ndikumwenayo och Mike Foppen, med några löpare som med nöd och näppe undvek högen. Thomas Fafard lyckades säkra en finalplats genom att ta sig förbi de fallna löparna.
Det andra heatet hade liknande problem under slutspurten. Abdi Nur snubblade, vilket orsakade en dominoeffekt som påverkade andra idrottare, inklusive Yann Schrub och Birhanu Balew, även om Balew lyckades fullfölja loppet.
Efter loppen kvalificerade sig flera av de drabbade löparna till finalen via domarbeslut och överklaganden, vilket resulterade i ett utökat finalfält på 22 tävlande. Nur och Ahmed gick dock inte vidare.
Den svenske löparen Andreas Almgren som hade kvalificerat sig till grenen startade inte i loppet på grund av skada.

### Final
Finalen inleddes med att Lobalu satte tidigt tempot, följd av Ndikumwenayo. De etiopiska och kenyanska lagen antog en okarakteristiskt konservativ taktik, med nyckelspelare som Gebrhiwet och Ronald Kwemoi i spetsen tidigt. När tempot ökade turades Addisu Yihune och Biniam Mehary om att leda.
Med 600 meter kvar tog sig Gebrhiwet upp i täten och öppnade en betydande lucka. Ingebrigtsen svarade och tog sig förbi sina konkurrenter och tog ledningen med 200 meter kvar. Därifrån utökade Ingebrigtsen sin ledning och tog hem guldet med betryggande marginal.
Bakom honom säkrade Kwemoi silvret efter att ha passerat Mehary och Gebrhiwet. I en tät kamp om bronset spurtade Grant Fisher sent och slog ut Lobalu och Gebrhiwet på mållinjen.

## Kvalificering till OS-grenen
Kvalificeringsperioden för herrarnas 5 000 meter i friidrott var mellan 1 juli 2023 och 30 juni 2024. Antal kvotplatser som angavs som tillgängliga för grenen var 42. Idrottarna kunde kvalificera sig till tävlingen, med högst tre idrottare per nation, genom att springa kvalificeringsstandarden 13:05,00 eller snabbare eller genom sin världsranking i friidrott för denna gren. 41 idrottare deltog i tävlingen.

## Schema
Alla tider är CET.
| Datum           | Tid   | Omgång   |
| --------------- | ----- | -------- |
| 7 augusti 2024  | 11:10 | Kvalheat |
| 10 augusti 2024 | 20:10 | Final    |

Källa: 

## Rekord
Innan tävlingens start fanns följande rekord:
| Rekord           | Idrottare              | Tid (s)  | Plats               | Datum           |
| ---------------- | ---------------------- | -------- | ------------------- | --------------- |
| Världsrekord     | Joshua Cheptegei (UGA) | 12:35,36 | Fontvieille, Monaco | 14 augusti 2020 |
| Olympiskt rekord | Kenenisa Bekele (ETH)  | 12:57,82 | Peking, Kina        | 23 augusti 2008 |

| Område                                   | Tid (s)       | Idrottare        | Nation     |
| ---------------------------------------- | ------------- | ---------------- | ---------- |
| Afrika                                   | 12:35,36 0VR0 | Joshua Cheptegei | Uganda     |
| Asien                                    | 12:51,96      | Albert Rop       | Bahrain    |
| Europa                                   | 12:45,01      | Mohamed Katir    | Spanien    |
| Nordamerika, Centralamerika och Karibien | 12:46,96      | Alicia Monson    | USA        |
| Oceanien                                 | 12:55,76      | Craig Mottram    | Australien |
| Sydamerika                               | 13:05,95      | Santiago Catrofe | Uruguay    |

## Resultat
Noteringarnas förklaring finns längst ner.

### Kval
De åtta första i varje heat 0Q0 gick vidare till finalen, plus några 0qJ0 0qR0 som tilldömdes en plats i finalen.

#### Kvalheat 1
| Placering | Idrottare            | Nation            | Tid      | Noteringar |
| --------- | -------------------- | ----------------- | -------- | ---------- |
| 1         | Narve Gilje Nordås   | Norge             | 14:08,16 | 0Q0        |
| 2         | Hagos Gebrhiwet      | Etiopien          | 14:08,18 | 0Q0        |
| 3         | John Heymans         | Belgien           | 14:08,33 | 0Q0        |
| 4         | Jacob Krop           | Kenya             | 14:08,73 | 0Q0        |
| 5         | Edwin Kurgat         | Kenya             | 14:08,76 | 0Q0        |
| 6         | Graham Blanks        | USA               | 14:09,06 | 0Q0        |
| 7         | Hugo Hay             | Frankrike         | 14:09,22 | 0Q0        |
| 8         | Thomas Fafard        | Kanada            | 14:09,37 | 0Q0        |
| 9         | Jimmy Gressier       | Frankrike         | 14:09,95 |            |
| 10        | Egide Ntakarutimana  | Burundi           | 14:11,29 |            |
| 11        | Abdi Waiss           | Djibouti          | 14:11,88 |            |
| 12        | Stewart McSweyn      | Australien        | 14:12,31 | 0qJ0       |
| 13        | Patrick Dever        | Storbritannien    | 14:13,48 |            |
| 14        | Elzan Bibić          | Serbien           | 14:14,46 |            |
| 15        | Dominic Lobalu       | Flyktingidrottare | 14:15,49 | 0qR0       |
| 16⁷       | Mohammed Ahmed       | Kanada            | 14:15,76 |            |
| 17        | Aron Kifle           | Eritrea           | 14:16,77 |            |
| 18        | George Mills         | Storbritannien    | 14:37,08 | 0qR0       |
| 19        | Mike Foppen          | Nederländerna     | 14:37,34 | 0qR0       |
| –         | Thierry Ndikumwenayo | Spanien           |          | 0DNF0 qR0  |
| –         | Andreas Almgren      | Sverige           |          | 0DNS0      |

#### Kvalheat 2
| Placering | Idrottare              | Nation         | Tid      | Noteringar |
| --------- | ---------------------- | -------------- | -------- | ---------- |
| 1         | Jakob Ingebrigtsen     | Norge          | 13:51,59 | 0Q0        |
| 2         | Biniam Mehary          | Etiopien       | 13:51,82 | 0Q0        |
| 3         | Isaac Kimeli           | Belgien        | 13:52,18 | 0Q0        |
| 4         | Grant Fisher           | USA            | 13:52,44 | 0Q0        |
| 5         | Oscar Chelimo          | Uganda         | 13:52,46 | 0Q0        |
| 6         | Ronald Kwemoi          | Kenya          | 13:52,51 | 0Q0        |
| 7         | Dawit Seare            | Eritrea        | 13:52,53 | 0Q0        |
| 8         | Addisu Yihune          | Etiopien       | 13:52,62 | 0Q0        |
| 9         | Morgan McDonald        | Australien     | 13:52,67 |            |
| 10        | Birhanu Balew          | Bahrain        | 13:53,11 |            |
| 11        | Yann Schrub            | Frankrike      | 13:53,27 | 0qJ0       |
| 12        | Jonas Raess            | Schweiz        | 13:55,04 |            |
| 13        | Brian Fay              | Irland         | 13:55,35 |            |
| 14        | Santiago Catrofe       | Uruguay        | 13:56,40 |            |
| 15        | Mohamed Ismail Ibrahim | Djibouti       | 13:57,47 |            |
| 16        | Luis Grijalva          | Guatemala      | 13:58,81 |            |
| 17        | Benjamin Flanagan      | Kanada         | 13:59,23 |            |
| 18        | Sam Atkin              | Storbritannien | 14:02,46 |            |
| 19        | Abdihamid Nur          | USA            | 14:15,00 |            |
| –         | Adel Mechaal           | Spanien        |          | 0DNS0      |

### Final
| Placering | Idrottare            | Nation            | Tid      | Notering |
| --------- | -------------------- | ----------------- | -------- | -------- |
| 1         | Jakob Ingebrigtsen   | Norge             | 13:13,66 |          |
| 2         | Ronald Kwemoi        | Kenya             | 13:15,04 |          |
| 3         | Grant Fisher         | USA               | 13:15,13 |          |
| 4         | Dominic Lobalu       | Flyktingidrottare | 13:15,27 |          |
| 5         | Hagos Gebrhiwet      | Etiopien          | 13:15,32 |          |
| 6         | Biniam Mehary        | Etiopien          | 13:15,99 |          |
| 7         | Edwin Kurgat         | Kenya             | 13:17,18 |          |
| 8         | Isaac Kimeli         | Belgien           | 13:18,10 |          |
| 9         | Graham Blanks        | USA               | 13:18,67 |          |
| 10        | Jacob Krop           | Kenya             | 13:18,68 |          |
| 11        | John Heymans         | Belgien           | 13:19,25 |          |
| 12        | Yann Schrub          | Frankrike         | 13:20,53 |          |
| 13        | Mike Foppen          | Nederländerna     | 13:21,56 |          |
| 14        | Addisu Yihune        | Etiopien          | 13:22,33 |          |
| 15        | Thierry Ndikumwenayo | Spanien           | 13:24,07 |          |
| 16        | Hugo Hay             | Frankrike         | 13:26,71 |          |
| 17        | Narve Gilje Nordås   | Norge             | 13:31,34 |          |
| 18        | Stewart McSweyn      | Australien        | 13:31,38 |          |
| 19        | Dawit Seare          | Eritrea           | 13:31,50 |          |
| 20        | Oscar Chelimo        | Uganda            | 13:31,56 |          |
| 21        | George Mills         | Storbritannien    | 13:32,32 |          |
| 22        | Thomas Fafard        | Kanada            | 13:49,69 |          |
| Källa:    | Källa:               | Källa:            | Vind:    | Vind:    |